# Мустафазаде Азіза Вагіф-кизи
Мустафазаде Азіза Вагіф-кизи азерб. Mustafazadə Əzizə Vaqif qızı, 19 грудня 1969, Баку, Азербайджан) — азербайджанська джазова піаністка, співачка та композитор.

## Біографія
Народилася у 1969 році в родині музикантів. Її батько, піаніст і композитор Вагіф Мустафазаде став відомим завдяки створенню сплаву джазу і традиційної азербайджанської музики, відомої також як мугам. Мати, Ельза Мустафазаде (Бандзеладзе), здобула класичну освіту оперної співачки у Грузії. Будучи ще маленькою, Азіза отримувала задоволення від танців, малювання, співу — й у віці всього лише 3 років вона вперше вийшла на сцену зі своїм батьком і виконала вокальну імпровізацію. Цей виступ був виявом яскравого таланту піаніста, який розкрився згодом.

## Дитинство і юність
Ще змалечку Азіза вивчала класичне фортепіано і, незважаючи на любов до п'єс Баха і Шопена, незабаром почала демонструвати обдарування в імпровізації. «Я просто не граю те, що не можу відчути» — зізнається вона. Трагічна смерть батька на сцені у 1979 році у віці всього лише 39 років виявилася шоком для юної Азізи і поворотним пунктом у її житті. Мати Азізи вирішила завершити свою професійну кар'єру і присвятити себе розвитку музичного обдарування дочки. З тих пір вона стала менеджером своєї доньки, і під час написання або запису нових п'єс Азіза покладається на думку матері. «Я довіряю їй, бо у неї багатющий досвід класичної музики, а також досвід роботи в джазі з моїм батьком», — зазначає Азіза. «Вона також дуже обізнана в музиці, історії й літературі». У 1986 році у віці 17 років Азіза виграла конкурс піаністів імені Телоніуса Монка у Вашингтоні. На цьому конкурсі вона виконала деякі п'єси Монка у власному стилі з елементами мугама. Приблизно в той же час вона разом з матір'ю переїжджає до Німеччини і присвячує себе розвитку власного музичного стилю.

## Кар'єра
У 1991 році Азіза записує свій дебютний альбом, який так і називається — Aziza Mustafa Zadeh. Відразу стає зрозуміло, що вона музикант із незвичайним і незабутнім голосом, здатним відобразити її національне коріння у поєднанні з класичною і джазовою освітою. Ранні спогади відобразились в альбомі Always, який приніс Азізі премії ECHO Award і Німецької Асоціації Джазових Записів. Її талант був настільки вражаючим, що в 1995 році кілька провідних джазових музикантів приєдналися до Азізи для запису студійного альбому Dance Of Fire, який розійшовся по всьому світу тиражем в 2 000 000 копій. У багатьох менш досвідчених музикантів може виникати відчуття трепетного страху перед складом учасників, до якого увійшли гітарист Ел Ді Меола, басист Стенлі Кларк, колишній барабанщик Weather Report Омар Хакім і саксофоніст Білл Еванс, але Азіза ще раз безпомилково спродюсувала альбом, дуже точно наситивши його своїми музичними вподобаннями. «Азіза — геній і як композитор, і як музикант. Її музика значить для мене більше, ніж просто джаз, бо я чую її культуру. Я чую Азербайджан», — говорить Ел Ді Меола.
Під час своїх виступів у Європі і за її межами — від Лондона і Парижа до Стамбула й Тель-Авіва — Азіза створює у численних глядачів, які переповнюють концертні зали, образ прекрасної жінки з обкладинки альбому Seventh Truth (1996). Наступний альбом, Jazziza, складається з її власних композицій і джазових стандартів, що включають My Funny Valentine і Брубеківську Take Five. На підтримку цього диску Азіза дала протягом 1998 року більше 40 сольних концертів по всьому світу, виступаючи вперше в Канаді і в Австралії. Альбом розійшовся тиражем у майже 2 000 000 копій по всьому світу. Особливий успіх альбом мав у США, Канаді, Німеччині, Фінляндії та Японії.
Записаний на Лондонській студії Abbey Road альбом Shamans включає п'єси, що демонструють різні сторони таланту Азізи: і її блискучу класичну піаністичну школу в Bach-Zadeh і Portrait Of Chopin, і своєрідну вокальну техніку в таких п'єсах, як Ladies Of Azerbaijan і Sweet Sadness. Головна п'єса альбому абсолютно незвичайна для Азізи: в ній використовується тільки перкусія, стрекотіння цвіркунів і множинні накладення її власного голосу для викликання духів потойбічного світу. Азіза каже, що «для мене духовна частина життя найбільш важлива. Шамани — це особливі люди, вони можуть зцілювати». Слідом за виходом альбому, Азіза дає ряд сольних виступів у Європі, США і в Азії. У лютому 2005 року Азіза береться до запису відразу двох успішних дисків — Contrasts (березень 2006) і Contrasts 2 (квітень 2007), на студії Соні в Нью-Йорку. Після релізу другого диску в 2007 році Азіза знову вирушає у світове турне і нарешті приїжджає до Баку, на Baku Jazz Festival, 2007. Виступ Азізи пройшов в азербайджанському Театрі Опери та Балету 1 червня 2007 року за повного аншлагу.

## Дискографія
1. 1991: Aziza Mustafa Zadeh (Sony Music)
2. 1993: Always (Sony Music)
3. 1995: Dance Of Fire (Sony Music)
4. 1996: Seventh Truth (Sony Music)
5. 1997: Jazziza (Sony Music, разом з Тутсом Тілемансом)
6. 2000: Inspiration
7. 2002: Shamans (Decca Records).
8. 2006: Contrasts (Jazziza Records)